# Хью Уэйк
Хью (Гуго) Уэйк (англ. Hugh Wake; умер около 1175/1176) — англо-нормандский барон, родоначальник английского рода Уэйков. В Нормандии он владел фьефом Негрвиле на полуострове Котантен недалеко от Валони. В середине 1140-х годов Хью перебрался в Англию, возможно, в качестве рыцаря Ранульфа де Жернона, графа Честера, ставшего его покровителем. Кроме того, в Англии он удачно женился на наследнице линкольнширского землевладельца Болдуина Фиц-Гилберта де Клера. Имя Хью в качестве свидетеля присутствует в ряде хартий как короля Стефана, так и Ранульфа де Жернона. После смерти в 1153 году покровителя Хью перестал играть даже второстепенные роли в национальной политике, но к 1166 году стал достаточно заметным феодалом на региональном уровне, унаследовав после смерти тестя три поместья в Линкольншире. Они составили феодальную баронию Борн, ставшую основой территориальных владений Уэйков в Англии.

## Происхождение
О происхождении Хью известно достаточно мало. Его отцом был некий Джеффри Уэйк (умер в 1142/1168), который владел землями на полуострове Котантен около Байё. Якобы он был фламандского происхождения и, возможно, был родственником виконтов Бессена. Центром владений Уэйков в Нормандии был фьеф Негрвиле недалеко от Валони. Когда в 1142 году Жоффруа Анжуйский, муж королевы Матильды, захватил Нормандские острова, он конфисковал на Гернси владения Ранульфа де Жернона, графа Честера, разделив их между Джеффри Уэйком и аббатством Мон-Сен-Мишель. В них тот построил ветряную мельницу.

## Биография
Год рождения Хью неизвестен. Он впервые появляется в источниках в 1140-х годах. По предположению Е. Кинг, основанном на более поздней карьере Хью, он мог прибыть в Англию в качестве рыцаря Ранульфа де Жернона, графа Честера. По мнению исследовательницы, именно благодаря этой связи Уэйк женился на дочери Болдуина Фиц-Гилберта де Клера.
С середины 1140-х годов имя Хью начинает появляться в источниках, его карьера связана с деятельностью Ранульфа де Жернона. В 1146 году в Стэмфорде он засвидетельствовал хартию короля Стефана о дарении, сделанном Уильяму де Румару, графу Линкольну, единоутробному брату графа Честера. Примерно в этот же период Хью засвидетельствовал и 2 хартии самого Ранульфа. В 1153 году он находился вместе с графом Честером в замках Честер и Донингтон в Лестершире, а затем в замках Девизес и Стэмфорд.
После смерти в 1153 году своего покровителя, Ранульфа де Жернона, Хью Уэйк перестаёт играть даже второстепенные роли в национальной политике. Однако к 1166 году он был достаточно заметным феодалом на региональном уровне, унаследовав владения тестя после его смерти. Три основных поместья Хью располагались в Линкольншире: Борн, Мортон в Дипинге и Скеллингторп в Южном Хайкеме. Кроме того, ему принадлежали поместья Стенигот в Линкольншире, Трапстон в Нортгемптоншире и ряд владений в Лестершире. Известно, что он получал ренту ещё от нескольких поместий, управлявшимися другими землевладельцами. В 1166 году размер его владений составлял 10 тысяч фьефов, что соответствовало небольшой феодальной баронии. Кроме того, он держал ряд земель в качестве субарендатора от других мирских и духовных землевладельцев. Так он держал 2 фьефа от епископа Дарема, один фьеф от аббата Сент-Олбанса, 5 фьефов от аббата Петерборо, один фьеф от графа Хантингдона, один фьеф от графа Глостера, 1,5 фьефа от графа Честера и 2 фьефа от Роберта Стаффорда. Всего в субаренде Хью владел не менее 30,5 фьефами. Дополнительным плюсом принадлежавших ему владений была относительная компактность их расположения. Кроме того, у Хью оставались и владения в Нормандии.
Как и его тесть, Болдуин Фиц-Гилберт, Хью сделал многочисленные пожалования разным религиозным фондам. Он был главным покровителем аббатства Лонг, которому подарил 4 церкви в своих нормандских владениях. Кроме того, Хью подтвердил ряд пожертвований, которые сделал его тесть в Борне, Диппинге и Водей.
Хотя у Хью и были владения за пределами Линкольншира (в Хартфордшире, Нортгемптоншире и Лестершире), но фактически они управлялись его субарендаторами. Зато он смог существенно расширить своё влияние в Южном Линкольншире. Сохранились несколько хартий Уэйка, которые, по мнению Е. Кинг, показывают, что он имел интересы и за пределами своих земель, а также пытался расширить свои владения за счёт захвата болотистой местности.
Владения Хью в Лестершире, которые располагались достаточно компактно, составили феодальную баронию Борн, которая стала основой для дальнейшего территориального могущества Уэйков. Хью умер около 1175/1176 года, ему наследовал сын Болдуин.

## Брак и дети
Жена: с 1145/1146 года Эмма де Клер (умерла до 1168), дочь Болдуина Фиц-Гилберта де Клера, феодального барона Борна. Дети:
- Болдуин I Уэйк (умер до ноября 1198), феодальный барон Борн с 1175/1176 года[4].